# Naage
Naage är en by (estniska: küla) i Harku kommun i landskapet Harjumaa i norra Estland. Byn ligger vid ån Vääna jõgi, nära dess mynning i bukten Lohusalu laht i Finska viken. 
I kyrkligt hänseende hör byn till Keila församling inom den Estniska evangelisk-lutherska kyrkan.